# Can Serra (Pedret i Marzà)
Can Serra és una masia del municipi de Pedret i Marzà (Alt Empordà) inclosa en l'Inventari del Patrimoni Arquitectònic de Catalunya.

## Descripció
Situada al sud dels nuclis de Pedret i Marzà. Des de la carretera que ve de Pedret s'agafa, a mà dreta, el camí que porta a Vilanova de la Muga, el qual passa pel davant de la casa, situada a la zona de la Coromina.
Masia de planta rectangular formada per tres cossos adossats. La part més antiga està ubicada a l'est i presenta una planta en forma de L, amb la coberta a una i dues vessants de teula i ràfec de tortugada vidrada verda. Consta de planta baixa i pis. A la part oest hi ha dos cossos adossats més, força restituïts. El més antic té la coberta a doble vessant de teula i presenta dos contraforts de pedra exteriors, que sostenen l'edifici pel mur oest. La resta del parament està arrebossat. Vers el sud se li adossa l'altre cos, força restituït, de planta rectangular i amb coberta d'una sola vessant. Presenta ràfec de teula tortugada verda i les obertures amb llinda de fusta i brancals amb maons. Un mur de pedra davanter tanca l'espai de barri entre aquests dos sectors. L'accés a l'interior es fa a través d'una gran porta d'arc rebaixat bastida amb maons. La façana posterior de l'edifici presenta una sèrie de finestres quadrades, algunes bastides amb maons. A la façana est, en canvi, hi ha dues finestres situades al primer pis destacables. Són d'obertura rectangular i estan emmarcades amb carreus de pedra ben treballats. Presenten l'ampit motllurat, espitllera de pedra tapiada a sota i llinda plana monolítica amb inscripció: en una apareix l'any 1618 amb una creu a la part superior, i a l'altra hi ha el nom de JOAN FARRE amb una creu de Caravaca a la part superior. Ambdues finestres tenen un arc de descàrrega de maó per damunt de la llinda. La resta d'obertures de la façana són quadrades, amb els brancals de maó.
Aïllat de la casa principal hi ha, a la part nord, un edifici de planta rectangular i teulada a dues vessants, que es correspon amb la pallissa. De planta baixa i pis presenta dues portes d'arc rebaixat al nivell superior, algunes obertures bastides amb maó tapiades i la porta d'accés a la planta baixa, al mur sud. A la part davantera de l'edifici principal hi ha un petit tancat amb porta de ferro, actualment força malmès.

## Història
Masia originària del segle xvi ampliat al XVII. Presenta diferents inscripcions a les llindes amb dos dates: En una es pot llegir 1618 i en l'altre la data 1615 16 JOAN FARRE 15.